# Infinity on High
Vous lisez un « bon article » labellisé en 2018.
Albums de Fall Out Boy
From Under the Cork Tree
(2005) Folie à deux (album)
(2008)
Singles
1. The Carpal Tunnel of Love
Sortie : 12 décembre 2006
2. This Ain't a Scene, It's an Arms Race
Sortie : 16 janvier 2007
3. Thnks fr th Mmrs
Sortie : 9 avril 2007
4. "The Take Over, the Breaks Over"
Sortie : 2 juillet 2007
5. I'm Like a Lawyer with the Way I'm Always Trying to Get You Off (Me & You)
Sortie : 11 septembre 2007

Infinity on High est le troisième album studio du groupe américain de punk rock Fall Out Boy, sorti le 6 février 2007 sur le label Island Records. L'album est enregistré de juillet à octobre 2006 avec Neal Avron comme producteur principal dans les Studios Pass de Los Angeles après six semaines d'écriture et de répétitions à Chicago puis Los Angeles. Composé par Patrick Stump, il compte Babyface et Jay-Z parmi les artistes invités, explorant ainsi des horizons plus larges, avec l'apparition du RnB et de la soul, ainsi que d'instruments à cordes. Avec des mélodies plus pop et des paroles qui évoquent l'ascension et la notoriété du groupe, Fall Out Boy s'écarte de ses origines punk hardcore et se rapproche de la pop punk.
Globalement bien accueilli par la critique et bien accompagné par le single This Ain't a Scene, It's an Arms Race, l'album entre directement en tête des ventes aux États-Unis et en Nouvelle-Zélande, se plaçant dans les cinq premières places de plusieurs autres pays. Vendu depuis à plus de deux millions d'exemplaires dans le monde, il est notamment certifié disque de platine dans son pays d'origine et au Royaume-Uni.
Publié avec le maxi live Leaked in London pour contrer sa fuite sur internet, le disque est suivi par plusieurs tournées, qui voient Fall Out Boy se produire sur les différents continents jusqu'au printemps 2008, la formation échouant cependant dans son entreprise d'entrer dans le Livre Guinness des records en tant que premier groupe à jouer sur les sept continents en neuf mois. Le concert du 22 juin 2007 à Phoenix est enregistré et donne naissance le 1er avril 2008 au Live in Phoenix.

## Genèse

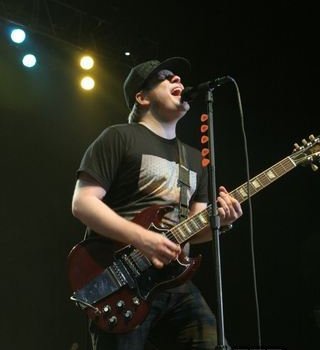
Patrick Stump, chanteur du groupe, lors de la tournée qui précède l'écriture de l'album.

### Contexte
Après une pause de deux mois suivant le Black Clouds and Underdogs Tour pour la promotion de leur album From Under the Cork Tree, Fall Out Boy retourne en studio pour enregistrer l'album suivant. Le groupe commence à écrire des chansons durant leur tournée avec l'intention de sortir rapidement ce nouvel album pour conserver l'élan suscité par le succès du précédent. Le chanteur Patrick Stump déclare qu'il espérait commencer à travailler sur le disque plus tôt, mais l'encadrement du groupe a poussé ses membres à prendre du temps pour récupérer de leur tournée.
Le label du groupe, Island Records, subit des changements pendant que Fall Out Boy prépare l'album, décalant de trois semaines la réservation du studio d'enregistrement. Le bassiste et auteur Pete Wentz affirme : « nous écrivons absolument tout le temps, alors nous n'allons pas essayer de presser le citron jusqu'à la dernière goutte. Ça fait partie de ce qui ne va pas dans l'industrie du rock : ils font attendre les fans beaucoup trop longtemps, et les groupes s'en vont et disparaissent de la surface du globe. Ça ne se passera pas comme ça pour Fall Out Boy ». Durant cette pause, la formation contribue à la réédition de la bande son du film L'Étrange Noël de monsieur Jack en reprenant la chanson What’s This?, puis remixe sa chanson Of All the Gin Joints in All the World pour le film Des serpents dans l'avion.

### Enregistrement et production
Neal Avron, qui a produit leur précédent album, encourage Fall Out Boy à écrire, répéter et travailler les chansons et les arrangements musicaux avant d'entrer en studio. Cette période de six semaines se fait dans un premier temps à Chicago, puis aux Studios Swing House, à Los Angeles, où des enregistrements bruts des chansons sont faits. Durant cette phase de pré-production, le groupe cherche d'autres producteurs pour la réalisation de plusieurs morceaux et exprime, lors d'interviews, le désir de travailler avec Babyface, dont ils apprécient le travail sur la musique du film Josie et les Pussycats. Celui-ci les contacte et ils collaborent finalement sur deux chansons.
La majeure partie du processus d'écriture se fait individuellement : Wentz écrit d'abord les paroles puis les envoie à Stump, dont le but est de trouver une mélodie à la guitare proche des paroles de Wentz. Une fois celle-ci écrite, Stump définit un rythme général à la chanson. Bien que Fall Out Boy n'ait pas de rythme spécifique ou de guitariste principal, Stump se voit davantage comme un guitariste rythmique en raison de son expérience de batteur dans de précédents groupes. Le guitariste Joe Trohman remplit ensuite les « espaces vides » des chansons avec des « tonnes de guitares et de sections atmosphériques à la Johnny Marr ». Le groupe estime que ce procédé permet d'avoir un son plus complet.

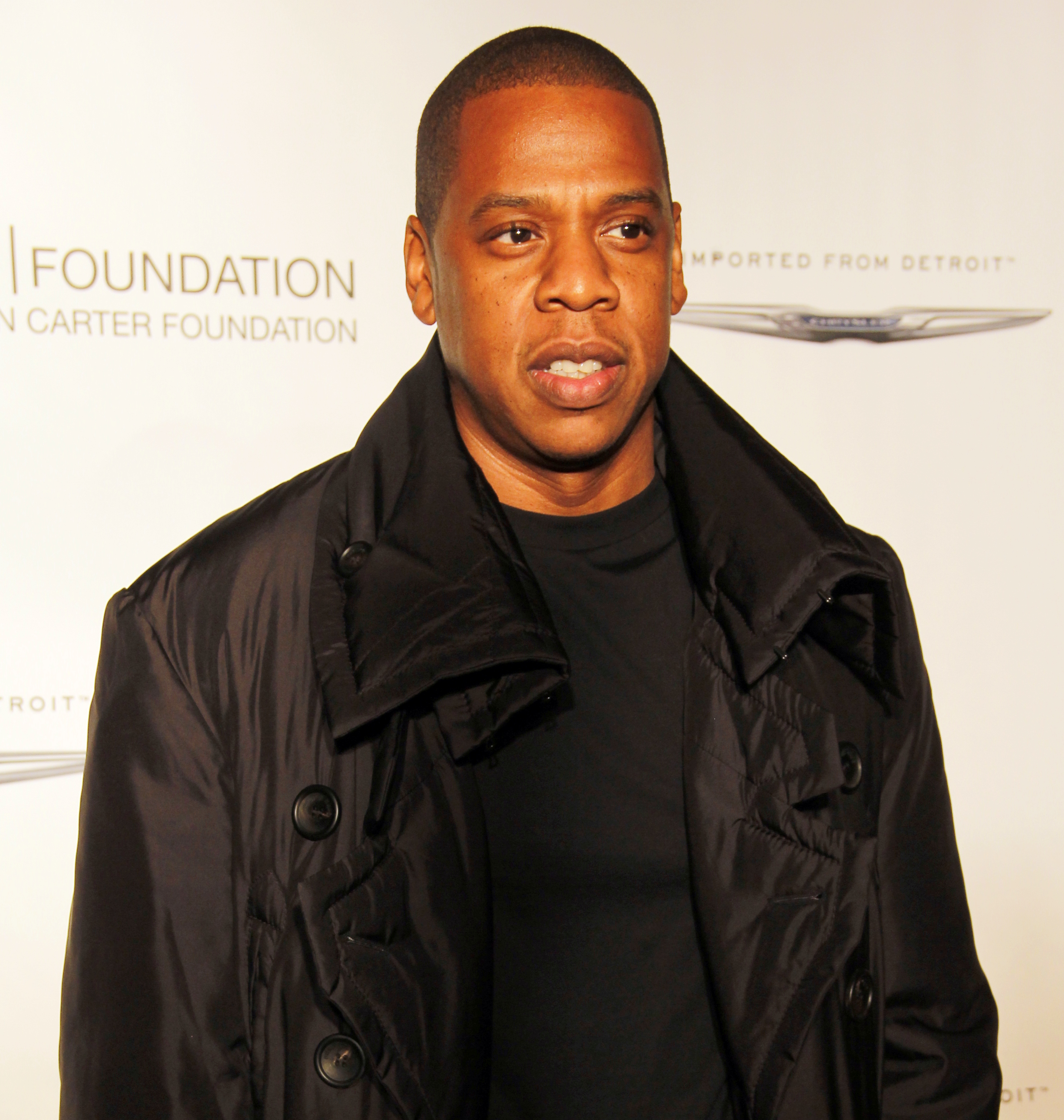
Le rappeur Jay-Z collabore avec Fall Out Boy sur l'introduction de Thriller.

Ils enregistrent de juillet à octobre 2006 dans les Studios Pass, à Los Angeles. Une fois les premiers titres achevés, ils sélectionnent plusieurs artistes qui pourraient apparaître sur des chansons de l'album, le groupe souhaitant surprendre. Wentz déclare qu'« ils se sont fait de nouveaux amis cette année, à l'image de Lil Wayne ou Jay-Z ». Le bassiste explique qu'ils ont « simplement appelé Jay-Z, pensant qu'ils allaient parler à son assistant, mais c'est lui qui a répondu. C'était assez fou ». Le rappeur enregistre l'introduction de Thriller pendant qu'il est en tournée en Australie et leur envoie pour qu'ils l'ajoutent au reste du morceau. Wentz rencontre Kanye West lors d'un défilé de mode à Los Angeles, avant d'être invité chez lui avec Stump pour qu'ils écoutent ses nouveaux morceaux. West accepte par la suite de faire un remix de This Ain't a Scene, It's an Arms Race, mais trois semaines avant la sortie prévue de l'album. Il est donc impossible de l'inclure dans les temps et c'est finalement une version remixée avec Lil Wayne, Lupe Fiasco, Travis McCoy, Paul Wall et Tyga qui sort en juillet 2007.

## Parution et accueil

### Sortie et promotion
Fall Out Boy lance la promotion d'Infinity on High le 21 novembre 2006 en jouant pour la première fois This Ain't a Scene, It's an Arms Race lors de la cérémonie des 34e American Music Awards. La chanson est envoyée aux radios la même nuit et se retrouve en tête des titres les plus diffusés sur les radios pop et alternative pendant les deux semaines qui suivent,. The Carpal Tunnel of Love est néanmoins le premier single officiel de l'album, disponible en téléchargement à partir du 12 décembre et se classant 81e du Billboard Hot 100,. Dès le 4 janvier 2007, Fall Out Boy lance une petite tournée de quinze concerts dans des clubs privés américains avec les groupes New Found Glory, The Early November, Permanent Me (en) et Lifetime intitulée Friends or Enemies Tour pour continuer de faire monter l'intérêt autour de l'album.
Le deuxième single, This Ain't a Scene, It's an Arms Race, est publié le 16 janvier 2007 et devient le premier grand succès international du groupe, celui-ci entrant dans les classements de ventes du monde entier. Avec 162 000 téléchargements la première semaine, il réalise le meilleur démarrage de l'année 2007, ainsi que le meilleur démarrage pour un groupe depuis que les titres radios ont rejoint le classement en 1998 et depuis que Nielsen Soundscan comptabilise les téléchargements en 2003. La chanson occupe ainsi la deuxième place du Billboard Hot 100 derrière Irreplaceable de Beyoncé, la première du Pop 100 et du Billboard Digital Songs, la huitième de l'Alternative Songs et le top 10 de nombreux pays, dont la Nouvelle-Zélande, le Royaume-Uni, l'Australie et l'Irlande,. Wentz justifie le choix de sortir cette chanson en single en expliquant qu'« il y a peut-être d'autres morceaux sur le disque qui auraient pu être de plus grands hits, mais celui-ci avait le bon message ».
Une semaine plus tard, soit deux semaines avant sa sortie, Infinity on High fuite sur internet, tandis que la rumeur d'une sortie avancée d'une semaine se propage sur les forums de fans du groupe. Le groupe y répond en incluant le maxi live exclusif Leaked in London à l'album. L'ajout de ce maxi, enregistré au Hammersmith Palais (en) de Londres le 29 janvier et téléchargeable sur le site du groupe à partir du 6 février (date de la sortie de l'album) et pendant une semaine grâce à un logiciel présent sur le CD, a pour but d'encourager à acheter le disque plutôt que de le télécharger. Le 6 février, jour de sortie de l'album, Fall Out Boy donne trois concerts en association avec MTV : le premier durant la matinée aux studios MTV de Times Square (New York), le deuxième au House of Blues de Chicago, leur ville natale, et le troisième de nuit sur le toit d'un immeuble du centre-ville de Los Angeles. Trois autres singles sont publiés par la suite : Thnks fr th Mmrs le 9 avril qui atteint la onzième place du Billboard Hot 100, puis The Take Over, the Breaks Over le 2 juillet et I'm Like a Lawyer with the Way I'm Always Trying to Get You Off (Me & You) le 11 septembre dont le succès est moindre,.

### Accueil critique
Infinity on High est globalement bien accueilli par la presse spécialisée, obtenant un score de75 % sur la base de vingt-trois analyses collectées par le site agrégateur Metacritic. Entertainment Weekly fait ainsi l'éloge du « nouveau sens du swing proposé par le groupe sur des chansons influencées par le RnB » et fait la remarque que Stump « est devenu un magnifique leader ». Sputnikmusic approuve le nouveau style vocal de celui-ci et précise que « son ton est plus doux et plus épanoui, il a cessé les fins de phrase à la limite du hurlement, qui rendait certaines parties des précédents albums inécoutables et que, bien que restant parfois nasal, son ton est beaucoup plus varié et capable de s'adapter à différent styles ». Le critique ajoute que « les paroles de Wentz sont toujours aussi tranchantes ». Classé 38e des « 50 meilleurs albums de 2007 » du magazine Q, celui-ci le juge « étincelant avec ses hooks instantanés, prédisposé à passer à la radio et fortement addictif ».
PopMatters trouve l'album « furieusement excitant et expérimental », estimant voir de grands progrès depuis From Under the Cork Tree, tandis que Billboard présente Infinity on High comme un « disque pop effrontément mélodieux, sauvage et puissant » et juge que la prestation de Stump est la « vraie surprise » de l'album. Alternative Press partage également cet avis, évoquant « les mélodies les plus déchirantes et puissantes du groupe à ce jour ». Pour Chorus.fm, « chaque écoute donne envie de taper du pied, de revenir dans sa jeunesse et de jouer une chanson énergique aussi fort que possible ». Le site affirme « qu'une fois terminé, le disque nous laisse avec le sourire ».
Néanmoins, certaines critiques considèrent que l'album est trop ambitieux et que l'écart musical pourrait les éloigner de leur public. The A.V. Club apprécie ainsi la nouvelle direction pop du disque, mais note cependant que les chansons plus typiques du son original de Fall Out Boy, comme The Carpal Tunnel of Love, minent le potentiel de l'album. IGN estime que « les hooks dramatiques de l'album semblent parfois de trop » et affirme que « le groupe fait bien de se concentrer sur ce qu'il sait faire de mieux, mais l'album se noie lui-même un peu dans l'énormité écrasante de l'ensemble ». En revanche, Slant Magazine n'apprécie pas les voix basses « mélodramatiques » sur I've Got All This Ringing in My Ears and None on My Fingers et Golden, considérant qu'ils ne maîtrisent pas ce style aussi bien que Panic! at the Disco.
AllMusic remarque pour sa part que la direction pop prise pour l'album va à l'encontre des paroles, qui prétendent que le groupe reste fidèle à ses origines, et ajoute qu'« une fois Infinity on High totalement assimilé, c'est effectivement un disque sympa. Mais pour un groupe qui était autrefois si sûr de lui et capable d'utiliser ses talents de manière saisissante, cet album est malheureusement hasardeux ». Pour Spin, c'est « l'image d'un groupe devenu tellement sûr de lui avec le succès qu'il tente tout ce qui lui passe par la tête ». De même, NME n'approuve pas la quantité de producteurs invités et n'aime pas de ce fait certaines chansons, mais admire la nature « infectieuse » de l'album, alors que le Guardian trouve l'album trop sombre, constatant malgré tout qu'« ils n'ont pas oublié leur ton accrocheur ». Pour le Times, c'est « encore trop hyperactif et accrocheur pour en faire un groupe de rock-stars », ajoutant néanmoins que « les chansons étaient plus amusantes lorsqu'ils étaient inconnus ».

### Succès commercial
Avec 260 000 copies vendues dont 27 000 téléchargements la semaine de sa sortie aux États-Unis, Infinity on High entre directement en tête du Billboard 200, une première pour le groupe puisque From Under the Cork Tree n'avait pas dépassé la neuvième place. Il se classe également premier du Top Rock Albums, Top Digital Albums et Tastemaker Albums,. Malgré des ventes logiquement en baisse les semaines suivantes, il est certifié disque d'or après quatre semaines par la RIAA, soit plus de 500 000 exemplaires vendus. L'album reste finalement cinquante-deux semaines dans le Billboard 200, et est disque de platine avec plus d'un million de ventes dans son pays d'origine.
Il est également entré en tête des ventes en Nouvelle-Zélande, conservant cette position pendant six semaines. Il prend la deuxième place au Canada et en Écosse,, ainsi que la troisième au Royaume-Uni. Il obtient deux autres top 10 en Australie et en Irlande,, mais ne fera mieux qu'une dix-septième place en France. Grâce à ces ventes, il est certifié double disque de platine en Australie, et disque de platine au Canada, en Irlande, en Nouvelle-Zélande et au Royaume-Uni,. À la fin de l'année 2007, il figure en 21e position sur la liste des cinquante albums les plus vendus de l'année dans le monde, établie par l'IFPI. En février 2010, Infinity on High s'est vendu à hauteur de deux millions d'exemplaires à travers le monde, dont la moitié sur le sol américain.

### Classements et certifications
| Classement (2007)                        | Meilleure position |
| ---------------------------------------- | ------------------ |
| Allemagne (Media Control AG)             | 25                 |
| Australie (ARIA)                         | 4                  |
| Autriche (Ö3 Austria Top 40)             | 28                 |
| Belgique (Flandre Ultratop)              | 44                 |
| Belgique (Wallonie Ultratop)             | 36                 |
| Canada (Canadian Albums)                 | 2                  |
| Écosse (OCC)                             | 2                  |
| États-Unis (Billboard 200)               | 1                  |
| États-Unis (Top Rock Albums)             | 1                  |
| États-Unis (Digital Albums)              | 1                  |
| États-Unis (Billboard Tastemaker Albums) | 1                  |
| France (SNEP)                            | 17                 |
| Finlande (Suomen virallinen lista)       | 37                 |
| Irlande (IRMA)                           | 6                  |
| Japon (Oricon)                           | 11                 |
| Mexique (AMPROFON)                       | 21                 |
| Nouvelle-Zélande (RIANZ)                 | 1                  |
| Pays-Bas (Mega Album Top 100)            | 45                 |
| Royaume-Uni (UK Albums Chart)            | 3                  |
| Suède (Sverigetopplistan)                | 31                 |
| Suisse (Schweizer Hitparade)             | 75                 |

| Pays                    | Ventes      | Certification |
| ----------------------- | ----------- | ------------- |
| Australie (ARIA)        | 140 000 +   | 2 × Platine   |
| Canada (Music Canada)   | 100 000 +   | Platine       |
| États-Unis (RIAA)       | 1 000 000 + | Platine       |
| Irlande (IRMA)          | 15 000 +    | Platine       |
| Nouvelle-Zélande (RMNZ) | 15 000 +    | Platine       |
| Royaume-Uni (BPI)       | 300 000 +   | Platine       |

### Tournées

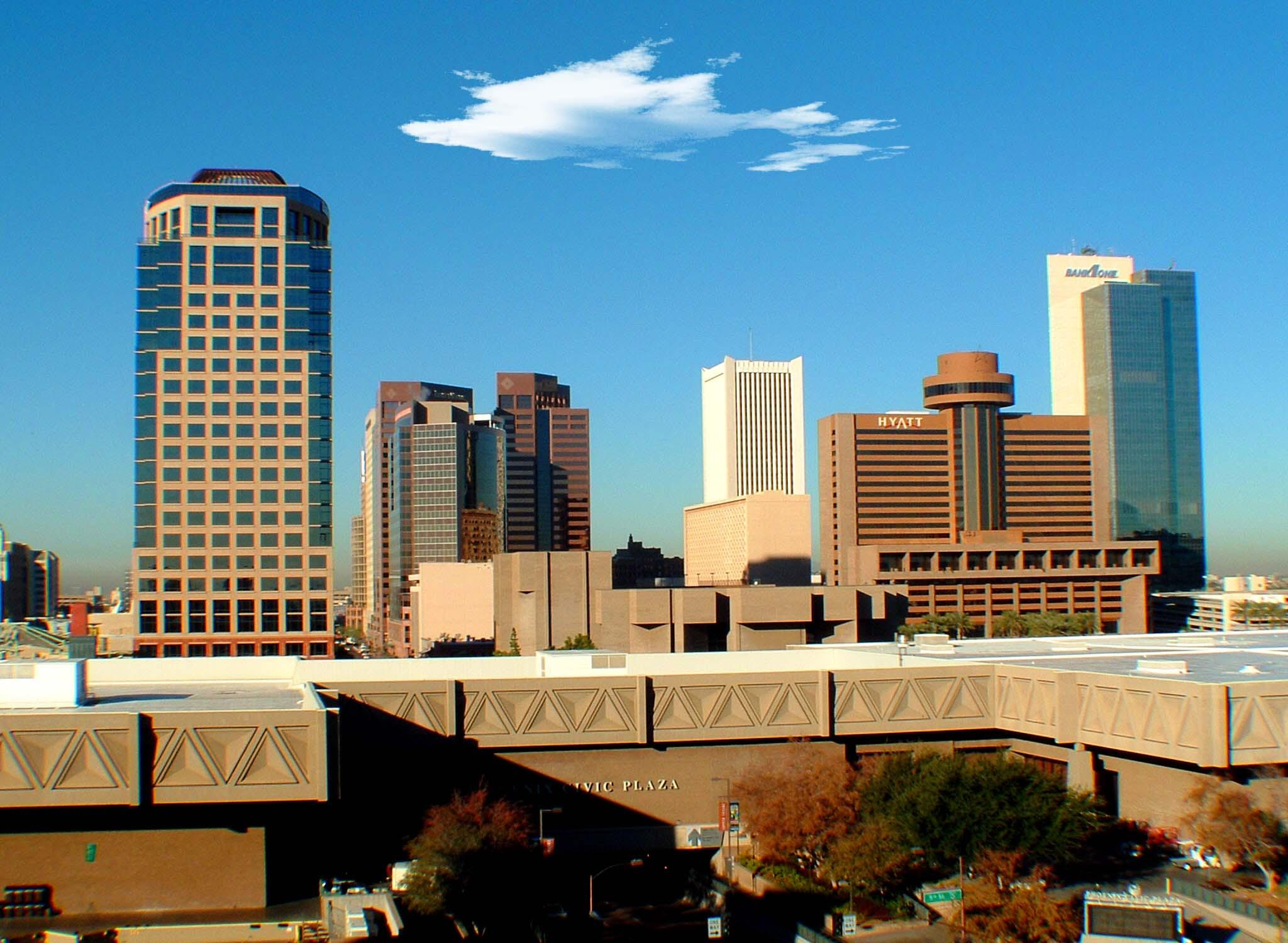
Leur passage à Phoenix durant le ' donne naissance à l'album Live in Phoenix en 2008.

Fall Out Boy poursuit la promotion de son album avec plusieurs tournées autour du monde, dont la première partie s'effectue fin février à Singapour, puis début mars en Nouvelle-Zélande et en Australie. Après un passage par l'Europe et l'Élysée Montmartre à Paris courant mars notamment,, le groupe doit se produire dans le cadre du Honda Civic Tour (en) avec +44, The Academy Is..., Cobra Starship et Paul Wall en première partie. Mais pour des « soucis de santé et à cause de la fatigue », ils repoussent le début de cette tournée, initialement prévu au 18 avril, au 11 mai. Ils parcourent ainsi les États-Unis jusque début juillet,. Stump et Wentz décrivent cette série de concerts comme la « plus réussie de leur carrière », ajoutant qu'ils « ont travaillé très dur pour montrer le meilleur de Fall Out Boy ». Celui de 22 juin à Phoenix est enregistré et publié le 1er avril 2008 en CD et DVD sous le nom Live in Phoenix.
Fall Out Boy fait partie des artistes présents à New York pour le Live Earth, concert donné simultanément dans huit pays le 7 juillet 2007 pour sensibiliser au réchauffement climatique. Le groupe se produit ensuite deux soirs début août au palais des sports de Mexico, avant de jouer dans plusieurs festivals pendant le reste du mois, dont le Summer Sonic Festival au Japon, Pukkelpop en Belgique, et les Reading and Leeds Festivals. La formation participe le 9 septembre à la cérémonie des MTV Video Music Awards. Ils se rendent ensuite aux Philippines pour donner deux concerts à Manille les 20 et 21 septembre, avant de retourner en Australie pour cinq dates sur la fin du mois. Le groupe se lance ensuite dans une nouvelle tournée nord-américaine, dénommée Young Wild Things Tour (en). Avec des décors inspirés du livre pour enfants Max et les Maximonstres de Maurice Sendak, elle se déroule du 18 octobre au 2 décembre aux côtés de Gym Class Heroes, Plain White T's, Cute Is What We Aim For et Doug.
Le premier concert de Fall Out Boy en 2008 se fait le 23 mars à Santiago du Chili, et s'avère finalement être le dernier des tournées pour Infinity on High. Le quatuor prévoyait en effet d'entrer dans le Livre Guinness des records en tant que premier groupe à jouer sur les sept continents en neuf mois, avec un dernier concert en Antarctique pour des scientifiques, tout en travaillant avec Greenpeace pour sensibiliser le public au réchauffement climatique. Cependant, ils ne peuvent faire le trajet jusqu'en Antarctique à cause du mauvais temps.

## Caractéristiques artistiques

### Thèmes et compositions
Infinity on High marque un tournant pour le groupe au niveau du son, celui-ci mélangeant plusieurs genres musicaux. Le Billboard décrit ainsi que Fall Out Boy « s'éloigne de ses origines punk hardcore pour écrire des mélodies pop de plus en plus accessibles ». L'album est comparé aux travaux de groupes pop punk tels que Green Day ou My Chemical Romance et le Los Angeles Times considère que « peu importe les critiques et les réactions vis-à-vis de ces chansons, la douceur triomphe toujours, apportée par des lignes de basses moelleuses, une batterie énergique et des mélodies aussi relaxantes que des berceuses ». Stump ajoute que « les éléments des anciens albums sont toujours là, mais qu'en grandissant en tant que groupe, tu fais ton propre truc... cet album est dans le prolongement de tout ça ».
Pour NME, bien que le début de Thriller est un rap de Jay-Z, le morceau rappelle « Foo Fighters dans le rythme tonnant et la mélodie faite pour la radio ». Stump voit This Ain't a Scene, It's an Arms Race comme « la chose la plus funk qu'ils aient jamais faite » et attribue ce changement de style musical à son amour pour la musique soul qu'il a acquis en écoutant des radios vieillottes dans son enfance,. Wentz décrit la chanson comme « un peu de funk des années 1970 mixé avec Take This to Your Grave, des couplets concis et de bons gros refrains ». Influencé par le hip-hop,, le morceau présente également la répétition d'un riff aux sonorités new wave, comme faisait Blondie, et s'achève par des chœurs inspirés de Señorita de Justin Timberlake. Des chœurs gospel sont également présents sur You're Crashing, But You're No Wave.
Le chant de Stump sur I'm Like a Lawyer with the Way I'm Always Trying to Get You Off (Me & You) rappelle le RnB et la soul de Maroon 5,. Pour Wentz en revanche, la performance de Stump se rapproche du « pur son Motown », affirmant que « si ce n'était pas un groupe de rock qui [la] jouait, ce serait du vrai RnB » et que Stump pourrait partir en tournée faire la première partie de R. Kelly. The Carpal Tunnel of Love est en revanche perçu comme « le morceau typique de ce pourquoi ils sont devenus célèbres : de la pop punk très énergique mélangée à un peu de soul de garçon blanc et quelques jappements hardcores ». Stump chante les refrains en fausset par-dessus les guitares « qui crissent » de Trohman, tandis que Wentz utilise des grunts.
Ils se sont aussi montrés davantage ouverts à l'expérimentation, sans pour autant sur-produire l'album. Ils se sont notamment servis d'instruments tels que des cors ou des violons et le compositeur reconnaît qu'il « a dû résister à la tentation d'utiliser encore plus d'instruments à cordes ». La section de cuivres utilisée sur I've Got All This Ringing in My Ears and None on My Finger rappelle Queen, alors que des violons apparaissent sur Thnks fr th Mmrs, en plus d'une guitare acoustique grattée de façon flamenco, et sur The (After) Life of the Party, qui accueille aussi des sons influencés par la musique électronique,. Stump déclare à propos de Thnks fr th Mmrs qu'il « n'aurait jamais pensé avoir un euphonium sur un disque des Fall Out Boy ». Par ailleurs, Golden, décrite par Stump comme la chanson « la plus douce » qu'ils aient jamais faite, n'est qu'un chant sur des notes au piano.

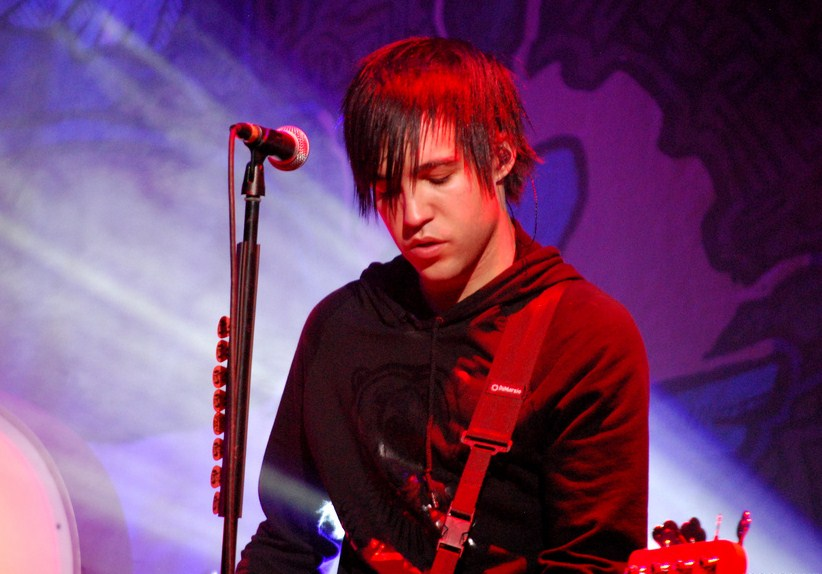
Le bassiste Pete Wentz a écrit l'ensemble des paroles.

Pour l'écriture des paroles, Wentz s'est inspiré du rappeur Lil Wayne, qu'il considère comme « le meilleur parolier de [2006] », et ajoute que « sur le précédent album, nous avions exploré ce que nous serions dans un an et comment les gens nous considéreraient, alors que cette fois, nous avons constaté que beaucoup de groupes devraient passer moins de temps à l'ouvrir et plus à écrire des chansons ». Avec le recul, le bassiste estime qu'« il essayait d'exprimer son point de vue, un point de vue biaisé » mais qu'au final, « ce fût une expérience cathartique ». Pour la presse spécialisée, les paroles évoquent davantage l'ascension du groupe à la notoriété et la pression qui en découle, le New Yorker écrivant que « seuls les rappeurs parlent aussi bien de célébrité que Fall Out Boy ». Pour Allmusic, elles sont souvent empreintes de ressentiment et d'angoisse liés à la célébrité, et démontrent que celle-ci n'a pas changé le groupe.
Décrite comme « la chanson la plus narcissique de l'album », Thriller résume les deux années après la sortie de From Under the Cork Tree, évoquant les « mauvaises critiques », leur « succès éclatant », leurs « fans purs et durs », ainsi que leur défaite pour le Grammy Award du meilleur nouvel artiste en 2006, telle « une séance de psychothérapie »,. This Ain't a Scene, It's an Arms Race utilise des métaphores guerrières pour aborder leur nouvelle popularité et porte un « regard ironique sur la façon dont nous sommes devenus si accros et obsédés par les nouveaux arts, cultures ou amours - au point de saturer »,. I'm Like a Lawyer with the Way I'm Always Trying to Get You Off (Me & You) et You're Crashing, But You're No Wave font figure d'exception, la première étant décrite comme « ce qui ressemble le plus à une chanson d'amour, un des rares moments de tendresse parmi des chansons sur les sujets de blogs, les listes d'invités et les séances de thérapie », tandis que la seconde rend hommage à la scène hardcore de Chicago et raconte l'histoire du procès truqué de Fred Hampton, Jr. (en), un militant des droits civiques. Cette dernière est perçue comme « très bien écrite et un répit bienvenu par rapport aux morceaux amusants qui imprègnent la majorité du disque ».

### Titre et pochette
Le titre de l'album est extrait d'un lettre écrite par Vincent van Gogh à son frère Theo en 1888, dans laquelle il décrit l'amélioration de sa santé et l'effet positif que ça a eu sur sa peinture. Écrite à l'origine en néerlandais, la phrase de Van Gogh est traduite ainsi en anglais : « Be clearly aware of the stars and infinity on high. Then life seems almost enchanted after all ». Wentz ne souhaite pas expliquer davantage le choix de ce titre et déclare d'ailleurs en novembre 2006 « qu'ils laisseront simplement les gens interpréter le lien avec le disque quand ils l'écouteront ». Pour James Montgomery, journaliste de MTV, « ce n'est pas difficile de voir cela comme le symbole de leur ascension malgré leurs détracteurs et du fait qu'ils ont trouvé de la force en eux-mêmes ».
La photographie est de Pamela Littky, les illustrations de la pochette sont réalisées par Todd Fjelsted, tandis que Chuck Anderson de NoPattern a imaginé l'artwork pour l'album : un mouton ailé dans une chambre, avec la lune et les étoiles en arrière-plan. À l'intérieur du livret, figurent des cartes de tarot, faites à partir des photos de chaque membre du groupe,.

## Fiche technique

### Listes des chansons
Toutes les paroles sont écrites par Pete Wentz, toute la musique est composée par Patrick Stump.
| 1.    | Thriller (avec Jay-Z)                                                      | Stump, Wentz        | Neal Avron                  | 3:30 |
| 2.    | "The Take Over, the Breaks Over" (avec Chad Gilbert et Ryan Ross)          | Stump, Wentz        | Neal Avron                  | 3:34 |
| 3.    | This Ain't a Scene, It's an Arms Race                                      | Stump, Wentz        | Neal Avron                  | 3:32 |
| 4.    | I'm Like a Lawyer with the Way I'm Always Trying to Get You Off (Me & You) | Stump, Wentz        | Babyface                    | 3:31 |
| 5.    | Hum Hallelujah                                                             | Stump, Wentz, Cohen | Neal Avron                  | 3:50 |
| 6.    | Golden                                                                     | Stump, Wentz        | Neal Avron                  | 2:32 |
| 7.    | Thnks fr th Mmrs                                                           | Stump, Wentz        | Babyface                    | 3:21 |
| 8.    | Don't You Know Who I Think I Am?                                           | Stump, Wentz        | Butch Walker, Patrick Stump | 2:51 |
| 9.    | The (After) Life of the Party                                              | Stump, Wentz        | Neal Avron                  | 3:21 |
| 10.   | The Carpal Tunnel of Love                                                  | Stump, Wentz        | Neal Avron                  | 3:23 |
| 11.   | Bang the Doldrums                                                          | Stump, Wentz        | Neal Avron                  | 3:31 |
| 12.   | Fame < Infamy                                                              | Stump, Wentz        | Neal Avron                  | 3:06 |
| 13.   | You're Crashing, but You're No Wave                                        | Stump, Wentz        | Neal Avron                  | 3:42 |
| 14.   | I've Got All This Ringing in My Ears and None on My Fingers                | Stump, Wentz        | Neal Avron                  | 4:06 |
| 47:49 |                                                                            |                     |                             |      |

### Crédits
| Fall Out Boy - Patrick Stump : chant, guitare rythmique et solo, piano, clavier - Pete Wentz : basse, chœurs - Joe Trohman : guitare rythmique et solo - Andy Hurley : batterie Invités - Jay-Z : intro et outro de Thriller - Chad Gilbert : solo de guitare de "The Take Over, the Breaks Over" - Ryan Ross : solo de guitare de "The Take Over, the Breaks Over" - Butch Walker : chant sur You're Crashing, But You're No Wave, This Ain't a Scene, It's an Arms Race, Hum Hallelujah et Bang the Doldrums - Sofia Toufa : chant sur This Ain't a Scene, It's an Arms Race, Hum Hallelujah et Bang the Doldrums - Lindsey Blaufarb : chant sur This Ain't a Scene, It's an Arms Race, Hum Hallelujah et Bang the Doldrums - Babyface : mandoline sur Thnks fr th Mmrs et orgue B3 sur I'm Like a Lawyer with the Way I'm Always Trying to Get You Off (Me & You). - Ken Wiley : cor d'harmonie - Nick Lane : trombone - Darrell Leonard : euphonium - Guy Bettison : flûte de pan | - Neal Avron : producteur, mixage - Babyface, Patrick Stump et Butch Walker : producteurs - Rob Lewis : arrangements orchestraux - Erich Talaba et Paul Boutin : ingénieurs du son - Scott Riebling et Zeph Sowers : assistants ingénieur du son - Tom Lord-Alge : mixage - George Gumbs : assistant mixage - Ted Jensen : matriçage - Nate Newell et Liz Roth : stylistique - Louis Marino : directeur artistique - Chuck Anderson : illustrations et design - Pamela Litty : photographie |

### Articles de presse
1. 1 2 3 4 5 6  (en) Amy Sciaretto, « Fall Out Boy: Interview with Patrick Stump », The Aquarian Weekly,‎ 27 décembre 2006 (lire en ligne)
2. 1 2 3 4 5  (en) « Exclusive: Fall Out Boy Album Deets », Rolling Stone,‎ 16 novembre 2006 (lire en ligne)
3. 1 2  (en) Jody Rosen, « Infinity on High Review », Entertainment Weekly,‎ 2 février 2007 (lire en ligne)
4. 1 2  (en) Caroline Sullivan, « Fall Out Boy – Infinity on High Review », The Guardian,‎ 9 février 2007 (lire en ligne)
5. 1 2  (en) « Fall Out Boy – Infinity on High », Alternative Press,‎ mars 2007, p. 133
6. 1 2  (en) Aaron Burgess, « Fall Out Boy: Infinity on High – Music Review », The Onion A.V. Club,‎ 6 février 2007 (lire en ligne)
7. ↑  (en) Rob Sheffield, « Infinity on High – Review », Rolling Stone,‎ 24 janvier 2007 (lire en ligne)
8. 1 2 3 4 5  (en) Scott Shetler, « Fall Out Boy: Infinity On High, Album review », Slant Magazine,‎ 16 février 2007 (lire en ligne)
9. 1 2  (en) « Fall Out Boy: Infinity on High review », Spin,‎ février 2007, p. 83
10. 1 2  (en) « Fall Out Boy - Infinity on High », Q,‎ mars 2007, p. 108
11. 1 2  (en) « Infinity on High (Fall Out Boy) », New York Times,‎ 5 février 2007
12. ↑  (en) « Fall Out Boy - Infinity on High », Uncut,‎ mars 2007, p. 79
13. ↑  (en) Ann Powers, « LPs? Hold that swan song », Los Angeles Times,‎ 4 février 2007 (lire en ligne)
14. 1 2  (en) Greg Kot, « Fall Out Boy's latest is a glossier, gaudier effort », Los Angeles Times,‎ 11 février 2007 (lire en ligne)
15. ↑  Sasha Frere-Jones, « Fear Factor », The New Yorker,‎ 12 mars 2007 (lire en ligne)

### Autres sources
1. 1 2 3  (en) James Montgomery, « Fall Out Boy Nearly Done Writing 'Way Different' Next LP », sur vh1.com (consulté le 14 mai 2011)
2. 1 2 3 4  (en) James Montgomery, « Pete Wentz Says: Don't Expect A Fall Out Boy Album This Year », sur mtv.com (consulté le 15 mai 2011)
3. ↑  (en) James Montgomery, « Fall Out Boy, Panic, Marilyn Manson Add To New 'Nightmare Before Christmas' Soundtrack », sur mtv.com (consulté le 26 janvier 2013)
4. ↑  (en) Montgomery James, « Snakes On A Soundtrack – Samuel L. Jackson Film Nabs Fall Out Boy, Panic!, Cee-Lo », sur mtv.com (consulté le 26 janvier 2013)
5. ↑  (en) Paul Tingen, « Secrets Of The Mix Engineers: Neal Avron », sur soundonsound.com (consulté le 31 janvier 2013)
6. ↑  (en) James Montgomery, « Fall Out Boy Want Babyface To Produce Their Next Album », sur mtv.com (consulté le 31 janvier 2013)
7. 1 2 3  (en) Joe Bosso, « Fall Out Boy's Patrick Stump: The Gibson Interview », sur gibson.com (consulté le 24 août 2011)
8. 1 2  Infinity on High, Fall Out Boy, 2007, Livret du CD, Island Records/Fueled By Ramen/Decaydance, 0015133-02
9. ↑  (en) James Montgomery, « Fall Out Boy Say Next LP May Fix Global Warming, Feature Jay-Z », sur vh1.com (consulté le 15 mai 2011)
10. ↑  (en) James Montgomery, « Jigga What? Fall Out Boy Get A Hand From Jay-Z On Infinity », sur mtv.com (consulté le 31 janvier 2013)
11. ↑  (en) James Montgomery, « Fall Out Boy Hope To Rush Kanye Remix Onto Upcoming Album », sur mtv.com (consulté le 31 janvier 2013)
12. ↑  (en) James Montgomery, « Kanye West's Fall Out Boy Remix Gets Remixed – And Lil Wayne, Paul Wall, More Are Onboard », sur mtv.com (consulté le 31 janvier 2013)
13. 1 2 3  (en) Todd Martens, « Scene Is Believing: Fall Out Boy », sur billboard.biz (consulté le 16 mai 2011)
14. ↑  (en) Patrick Luce, « Fall Out Boy announce upcoming ‘Friends or Enemies Tour’ », sur Monsters and Critics (version du 14 octobre 2012 sur Internet Archive)
15. ↑  (en) « Fall Out Boy - The Carpal Tunnel Of Love: global chart positions and trajectories », sur aCharts.us (consulté le 6 février 2013)
16. ↑  (en) « Hot 100 Week of December 30, 2006 Biggest Jump », sur billboard.com (consulté le 28 septembre 2011)
17. ↑  (en) James Montgomery, « Leak Was True: Fall Out Boy Announce Friends Or Enemies Tour Dates », sur vh1.com (consulté le 31 mai 2011)
18. ↑  (en) Paul Grein, « Chart Watch Extra: Out-Of-The-Box Smashes », sur Yahoo! Music (consulté le 6 février 2013)
19. ↑  (en) Jonathan Cohen, « Beyonce Slips By Fall Out Boy To Remain Atop Hot 100 », sur billboard.com (consulté le 6 février 2013)
20. ↑  (en) « This Ain't a Scene, It's an Arms Race – Chart History », sur billboard.com (consulté le 2 juin 2011)
21. ↑  (en) « Fall Out Boy - This Ain't A Scene, It's An Arms Race: global chart positions and trajectories », sur aCharts.us (consulté le 6 février 2013)
22. ↑  (en) James Montgomery, « Fall Out Boy's Answer To Online Album Leak: Give Fans More Music », sur mtv.com (consulté le 7 mai 2013)
23. ↑  (en) James Montgomery, « Fall Out Boy Aim High With Multi-City, Three-Gigs-In-A-Day Tour », sur mtv.com (consulté le 11 juin 2013)
24. ↑  (en) « Fall Out Boy – Thnks Fr Th Mmrs: global chart positions and trajectories », sur aCharts.us (consulté le 6 février 2013)
25. ↑  (en) « Fall Out Boy - The Take Over The Breaks Over: global chart positions and trajectories », sur aCharts.us (consulté le 6 février 2013)
26. ↑  (en) « Fall Out Boy - I'm Like A Lawyer With The Way I'm Always Trying To Get You Off (Me & You): global chart positions and trajectories », sur aCharts.us (consulté le 6 février 2013)
27. 1 2  (en) « Critic Reviews for Infinity On High - Metacritic », sur metacritic.com (consulté le 26 janvier 2013)
28. 1 2 3 4  (en) Cory Apar, « Infinity on High – Fall Out Boy – Review », sur AllMusic (consulté le 21 février 2018)
29. 1 2 3  (en) Barry Nicolson, « Fall Out Boy: Infinity On High », sur nme.com (consulté le 14 mars 2013)
30. 1 2  (en) Andrew Blackie, « Fall Out Boy: Infinity on High Review », PopMatters, 5 février 2007 (consulté le 26 janvier 2013)
31. 1 2  (en) Sven Philipp, « Infinity on High Review », sur Billboard (consulté le 26 janvier 2013)
32. 1 2 3 4  (en) Dave de Sylvia, « Fall Out Boy – Infinity on High Review », sur sputnikmusic.com (consulté le 14 mars 2013)
33. ↑  (en) « Album Review: Fall Out Boy - Infinity On High / Releases / Releases // Drowned In Sound », sur drownedinsound (consulté le 26 février 2018)
34. ↑  (en) « Fall Out Boy – Infinity On High », sur musicomh.com (consulté le 26 février 2018)
35. ↑  (en) Bill Lamb, « Fall Out Boy – Infinity on High », sur about.com (consulté le 26 janvier 2013)
36. 1 2 3 4  (en) Chad Grischow, « Fall Out Boy – Infinity On High Review » [archive du 27 mai 2011], sur IGN (consulté le 14 mars 2013)
37. ↑  (en) « 50 Best Albums: 2007 #38 Infinity On High - Fall Out Boy », sur qthemusic.com (consulté le 26 janvier 2013)
38. ↑  (en) « Fall Out Boy - Infinity on High - Album Review », sur chorus.fm (consulté le 26 janvier 2013)
39. 1 2 3  (en) Fall Out Boy - Chart history – Billboard. Billboard 200. Prometheus Global Media.
40. ↑  (en) « Fall Out Boy Hits 'High' Note With No. 1 Debut », sur Billboard (consulté le 27 mai 2011)
41. 1 2  (en) Fall Out Boy - Chart history – Billboard. Billboard Top Rock Albums. Prometheus Global Media.
42. 1 2  (en) Fall Out Boy - Chart history – Billboard. Billboard Digital Albums. Prometheus Global Media.
43. 1 2  (en) « Fall Out Boy - Chart history », sur billboard.com (version du 10 novembre 2015 sur Internet Archive)
44. 1 2 3  (en) « Gold & Platinum - RIAA », sur riaa.com (consulté le 16 février 2018)
45. 1 2 3  (en) Charts.org.nz – Fall Out Boy – Infinity on High. RIANZ. Hung Medien.
46. 1 2  (en) Fall Out Boy - Chart history – Billboard. Canadian Albums Chart. Prometheus Global Media.
47. 1 2  (en) Archive Chart. Top 40 Scottish Albums. The Official Charts Company.
48. 1 2  (en) Official Albums Chart Top 100. UK Albums Chart. The Official Charts Company.
49. 1 2  (en) Australian-charts.com – Fall Out Boy – Infinity on High. ARIA Top 50 album. Hung Medien.
50. 1 2  (en) GfK Chart-Track. Irish Albums Chart. Irish Recorded Music Association.
51. 1 2  Lescharts.com – Fall Out Boy – Infinity on High. SNEP. Hung Medien.
52. 1 2  (en) « ARIA Charts - Accreditations - 2008 Albums », sur ariacharts.com.au (consulté le 16 février 2018)
53. 1 2  (en) « Gold/Platinum - Music Canada », sur musiccanada.com (consulté le 16 février 2018)
54. 1 2  (en) « The Irish Charts - All there is to know », sur irishcharts.ie (consulté le 16 février 2018)
55. 1 2  (en) « Certified Awards Search », BPI (consulté le 27 janvier 2014)
56. ↑  (en) « Wayback Machine », sur ifpi.org (version du 11 avril 2008 sur Internet Archive)
57. ↑  (en) « World Wide Albums », sur worldwidealbums.net (consulté le 21 février 2018)
58. ↑  (en) « Fall Out Boy to 'Save Rock and Roll' in May », sur billboard.com (consulté le 21 février 2018)
59. ↑  (de) Charts.de – Fall Out Boy – Infinity on High. GfK Entertainment. PhonoNet GmbH.
60. ↑  (de) Austriancharts.at – Fall Out Boy – Infinity on High. Ö3 Austria Top 40. Hung Medien.
61. ↑  (nl) Ultratop.be – Fall Out Boy – Infinity on High. Ultratop 200 albums. Ultratop et Hung Medien / hitparade.ch.
62. ↑  Ultratop.be – Fall Out Boy – Infinity on High. Ultratop 200 albums. Ultratop et Hung Medien / hitparade.ch.
63. ↑  (fi) Finnishcharts.com – Fall Out Boy – Infinity on High. Suomen virallinen lista. Hung Medien.
64. ↑  (ja) Oricon Top 50 Albums. Top 50 Albums. Oricon.
65. ↑  (en) Mexicancharts.com – Fall Out Boy – Infinity on High. AMPROFON. Hung Medien.
66. ↑  (nl) Dutchcharts.nl – Fall Out Boy – Infinity on High. Mega Album Top 100. Hung Medien.
67. ↑  (en) Swedishcharts.com – Fall Out Boy – Infinity on High. Sverigetopplistan. Hung Medien.
68. ↑  (en) Swisscharts.com – Fall Out Boy – Infinity on High. Schweizer Hitparade. Hung Medien.
69. ↑  (en) « NZ Top 40 Albums Chart », sur nztop40.co.nz (consulté le 16 février 2018)
70. ↑  (en) « Fall Out Boy », sur sg.asia-city.com (consulté le 25 février 2018)
71. ↑  (en) « Fall Out Boy To Tour Australia in 2007 :: The Dwarf », sur thedwarf.com.au (consulté le 25 février 2018)
72. ↑  (en) « Fall Out Boy Steering Honda Civic Tour », sur billboard.com (consulté le 25 février 2018)
73. ↑  (en) « Fall Out Boy Concert Setlist at Élysée Montmartre, Paris on March 29, 2007 », sur setlist.fm (consulté le 25 février 2018)
74. ↑  (en) « Pete Wentz On Fall Out Boy Tour Delay: 'It's A Health Issue, But Nothing Serious' - MTV », sur mtv.com (consulté le 25 février 2018)
75. ↑  (en) « Fall Out Boy to Headline Honda Civic Tour », sur spin.com (consulté le 25 février 2018)
76. ↑  (en) « 2007 Honda Civic Tour Featuring Fall Out Boy - Tour Dates », sur civictour.honda.com (version du 7 juin 2007 sur Internet Archive)
77. ↑  (en) « Fall Out Boy And Paul Wall Are All Smiles As Trek Finally Gets Under Way », sur vh1.com (consulté le 31 mai 2011)
78. ↑  (en) « 'Beat It' Cover Bolsters Fall Out Boy CD/DVD », sur billboard.com (consulté le 25 février 2018)
79. ↑  (en) « Fall Out Boy, John Mayer complete Live Earth performances - NME », sur nme.com (consulté le 25 février 2018)
80. ↑  (es) « Everything Live: Fall Out Boy en México. », sur everything-live.com (consulté le 25 février 2018)
81. ↑  (en) « SUMMER SONIC 07 », sur summersonic.com (consulté le 25 février 2018)
82. ↑  (en) « Pukkelpop 2007 - Pukkelpop 2018 », sur pukkelpop.be (consulté le 25 février 2018)
83. ↑  (en) « Leeds Festival », sur leedsfestival.com (consulté le 25 février 2018)
84. ↑  (en) « 2007 VMA: Fall Out Boy And Guests Live From The Fantasy Suites - Photo Gallery - VMA 2007 - MTV », sur mtv.com (consulté le 25 février 2018)
85. ↑  (en) « Fall Out Boy Invades Manila @ ClickTheCity Music », sur clickthecity.com (consulté le 25 février 2018)
86. ↑  (en) « Fall Out Boy return to Australia », sur fasterlouder.junkee.com (consulté le 25 février 2018)
87. ↑  (en) « Fall Out Boy: Monsters Of Rock? Band's Tour To Have 'Where The Wild Things Are' Theme - MTV », sur mtv.com (consulté le 25 février 2018)
88. ↑  (en) James Montgomery, « Fall Out Boy Will Play In Antarctica To Set World Record – And MTV News Will Be There », sur mtv.com (consulté le 11 juin 2013)
89. ↑  (en) James Montgomery, « Fall Out Boy Cancel Antarctic Trip Due To Bad Weather: 'It's An Utter Disappointment,' Pete Wentz Says », sur mtv.com (consulté le 11 juin 2013)
90. ↑  (en) « Friends of Fall Out Boy », sur Chicago Magazine (consulté le 18 février 2013)
91. 1 2 3  (en) James Montgomery, « Fall Out Boy Exclusive: Pete Wentz Reveals LP Title, Details On Single », sur vh1.com (consulté le 15 mai 2011)
92. ↑  (en) James Montgomery, « Fall Out Boy Leak New Track », sur mtv.com (consulté le 14 mars 2013)
93. ↑  (en) « In The Firing Line: Fall Out Boy's Pete Wentz », sur fasterlouder.junkee.com (consulté le 22 février 2018)
94. ↑  (en) James Montgomery, « Fall Out Boy Get Bloody – For Tour Contest », sur vh1.com (consulté le 31 mai 2011)